# Thor 3
O Thor 3 é um satélite de comunicação geoestacionário norueguês que foi construído pela Hughes, ele está localizado na posição orbital de 4 graus de longitude oeste em órbita inclinada e é operado pela Telenor. O satélite foi baseado na plataforma HS-376HP e sua expectativa de vida útil é de 12 anos.

## História
A Hughes Space and Communications International, Inc., sob contrato com a Telenor, empresa sediada em Oslo, na Noruega, construiu satélites poderosos para entregar a programação da televisão direct-to-home a Escandinávia e norte da Europa.
Em novembro de 1995, a Hughes foi adjudicado o contrato para satélite Thor 2, uma versão de alta potência de estabilização foi baseado  modelo Hughes HS 376. O Thor 2 foi lançado com sucesso em maio de 1997. No mesmo mês, a Telenor anunciou a concessão de um contrato para a Hughes construir um segundo satélite de alta potência HS-376HP, o Thor 3, que foi lançado com sucesso em junho de 1998.
Desde o lançamento do primeiro HS 376 em 1980, a Hughes continuou melhorarando a concepção deste satélite com estabilização-spin. As melhorias na propulsão e prolongamento da vida útil e aumentando a capacidade de potência, a fim de atender às necessidades dos clientes elevados. Através do uso de células solares de arsenieto de gálio, de alta potência, hoje modelo HS-376HP apresenta um aumento de 50% em energia em relação ao antecessor.
O HS-376HP tem dois painéis solares telescópicos cilíndricos e antenas que se dobram para compacidade durante o lançamento. A mesma acomoda uma ampla gama de cargas úteis customizadas, e o satélite pode ser impulsionado por qualquer um dos principais veículos de lançamento do mundo.

## Lançamento
O satélite foi lançado com sucesso ao espaço no dia 9 de junho de 1998, por meio de um veiculo Delta-7925, lançado a partir da Estação da Força Aérea de Cabo Canaveral, na Flórida, EUA. Ele tinha uma massa de lançamento de 1.451 kg.

## Capacidade e cobertura
O Thor 3 é equipado com 15 transponders em banda Ku para fornecer transmissões de telecomunicações para a região nórdica, Europa Central e Oriental.